# Marie-Antoinette de Hohenzollern
La princesse Marie-Antoinette de Hohenzollern (en allemand, Marie Antoinette Prinzessin von Hohenzollern), née le 23 octobre 1896 à Potsdam et morte le 4 juillet 1965 à Bolzano, seconde fille de Charles-Antoine de Hohenzollern et de Joséphine de Belgique, est un membre de la famille princière de Hohenzollern-Sigmaringen. La princesse Marie-Antoinette est – en ligne maternelle – la petite-fille de Philippe de Flandre et de Marie de Hohenzollern-Sigmaringen.

## Biographie et descendance
Marie-Antoinette de Hohenzollern épouse à Überlingen le 27 novembre 1924 Egon, baron von Eyrl und zu Waldgries (1892-1981). Quatre enfants sont issus de cette union :
- Veronika von Eyrl und zu Waldgries (1926-1942), célibataire ;
- Stephanie von Eyrl und zu Waldgries (1930-1998), épouse Josef von Zallinger-Stillendorf, dont postérité ;
- Elisabeth von Eyrl und zu Waldgries (1932-2011), épouse Bernhard von Hohenbühel, dont postérité ;
- Carl Josef von Eyrl und zu Waldgries (1935), épouse Isabelle Ceschi a Santa Croce, dont postérité.